# Фонтан сказок (Берлин)
Фонтан сказок находится в народном парке Фридрихсхайн (нем. Märchenbrunnen im Volkspark Friedrichshain). Это один из наиболее интересных примеров городских фонтанов Берлина, относящихся к охраняемым памятникам архитектуры.

## История создания

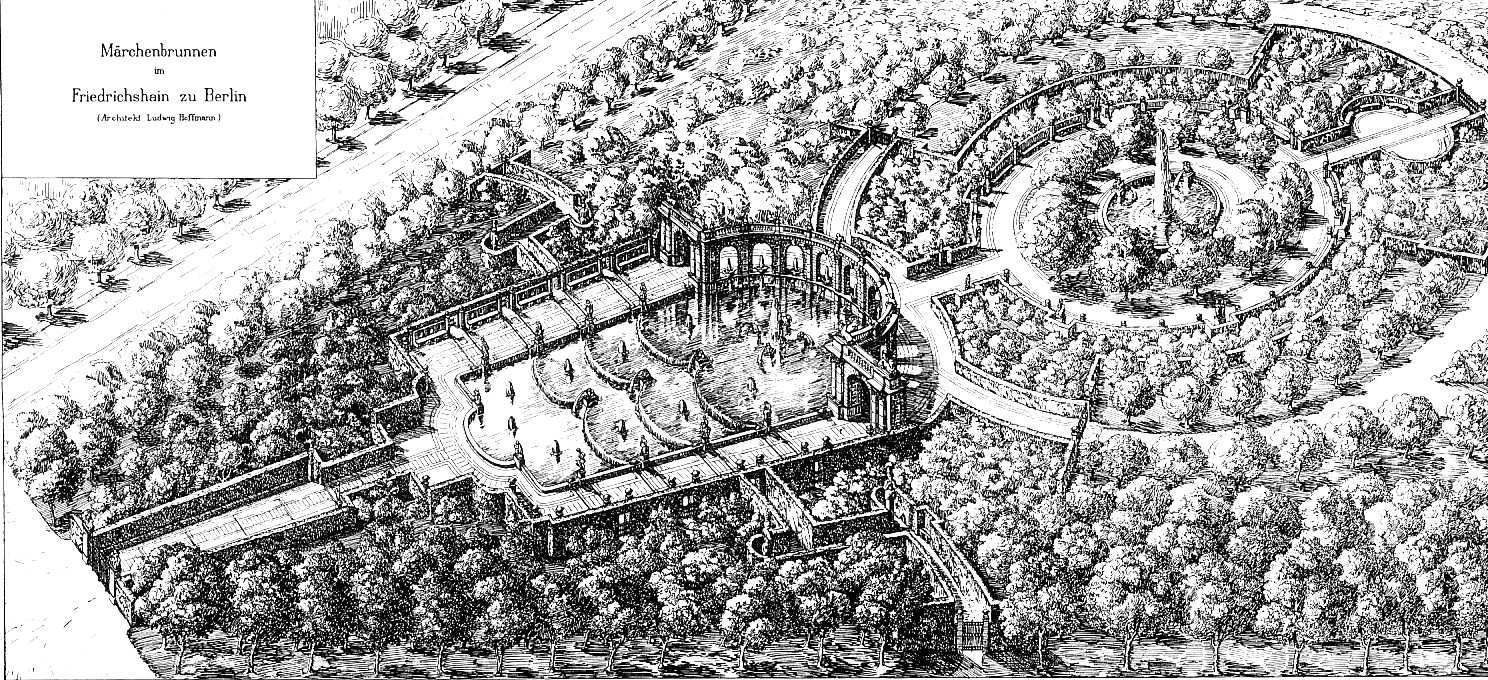
Проект фонтана сказок, архитектор Людвиг Хофман, около 1905 года

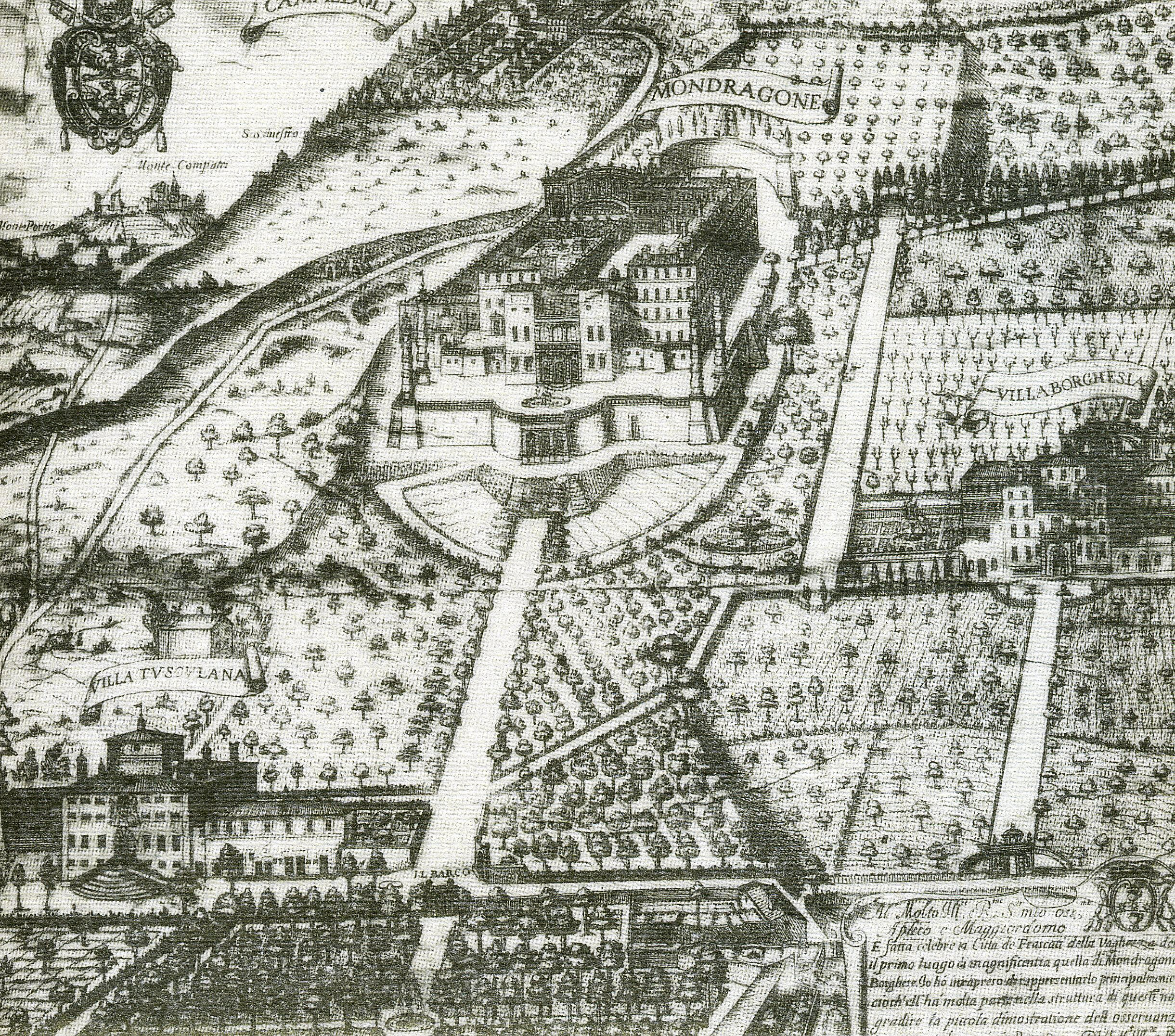
Вилла Мондрагоне, гравюра 1620 года

В конце XIX века городские власти Берлина приняли решение художественно оформить вход в народный парк Фридрихсхайн. С 1896 года вступивший в должность городского советника по строительству архитектор Людвиг Хофман выдвинул идею создания в парке фонтана сказок. Своеобразным ориентиром для себя архитектор выбрал водный театр (нем. Wassertheater) на вилле Мондрагоне поблизости от Фраскати.
Первая версия проекта была представлена на Большой берлинской художественной выставке уже в 1901 году. Императору Вильгельму II идея в целом понравилась, но он предложил внести некоторые изменения. Длительную историю развития и воплощения замысла Людвиг Хофман описывает в своих мемуарах. Первый эскиз был сделан под впечатлением завершённой в 1901 году Аллеи Победы с её триумфальным характером. Однако понимая, что это мало трогает детей, и учитывая их любовь к зрелищам и приключениям, Хофман постепенно видоизменял проект. Первоначально тяжеловесную колоннаду он заменил более лёгкой на вид полукруглой аркадой, которую наверху завершает балюстрада, украшенная фигурами разных диких животных.
Четыре года (1901—1905) ушли на разработку проекта и его архитектурное планирование. Заказы на строительные работы были утверждены только в 1907 году. Расходы на создание фонтана и благоустройство парка вокруг него составили 960 000 золотых марок, что с поправкой на инфляцию соответствует 4 850 000 евро. Шесть лет (1907—1913) длился основной цикл работ. В 25-ю годовщину интронизации Вильгельма II фонтан сказок был торжественно открыт для публики 15-го июня 1913 года.
Социал-демократы, в 1912 году добившиеся большого успеха на выборах в Рейхстаг, использовали юбилейные дни для агитации против монархии. Их газета «Форвертс» сообщала в день открытия фонтана:

Оригинальный текст (нем.)Wenn am Sonntag die Hülle gefallen sein wird, werden die Märchengruppen dastehen als Mahnung an die Arbeiterschaft, daß ihrer noch die Aufgabe harrt, den Absolutismus zum Märchenschema zu machen.
Когда в воскресенье спадут чехлы, откроются сказочные группы, как предупреждение пролетариата, что рабочих ещё ждёт задача превратить абсолютизм в небылицу.

Однако искреннюю радость зрителей скрыть не удалось, и через четыре дня в той же газете было сказано:

Оригинальный текст (нем.)Der Erfolg im Friedrichshain war der einzige sympathische im verflossenen Jubel der Jubiläumstage, weil er vor allem als echt künstlerisch angesehen werden kann.
Успех во Фридрихсхайме был единственно привлекательным в ликовании юбилейных дней, потому что он всеми рассматривался как подлинно художественный.

### Дизайн
Общие размеры ансамбля — 90 метров на 172 метра. Главная часть комплекса, размером 34 метра на 54 метра, выполнена в стиле нео-барокко. Водный бассейн главной части ансамбля построен в виде четырёх плоских каскадных ступеней с одним большим и девятью малыми фонтанами, дополненными семью фигурами лягушек, также выпускающих струи воды, среди которых одна выделена как Царевна-лягушка. Скульптуры в этой части фонтана выполнены из ракушечника. С восточной стороны каскадный водоём замыкается полукруглой аркадой. В девяти проёмах аркады установлены массивные каменные чаши, украшенные головами собак. Сверху полукруглая аркада завершается галереей со скульптурами различных животных — героев народных и литературных сказок. Людвиг Хофман в своей градостроительной практике уделял серьёзное внимание скульптуре, которая по его мнению во внешнем облике Берлина была представлена недостаточно.

### Скульптура
С 1905 года по приглашению Людвига Хофмана над эскизами и созданием фигур сказочных персонажей начали работать три выходца из южной Германии скульпторы: Йозеф Раух (годы жизни 1868—1921), Игнатиус Ташнер (годы жизни 1871—1912) и Георг Врба (годы жизни 1872—1939). Ими создана обширная программа скульптурного оформления, включая 106 фигур и чисто декоративные элементы.

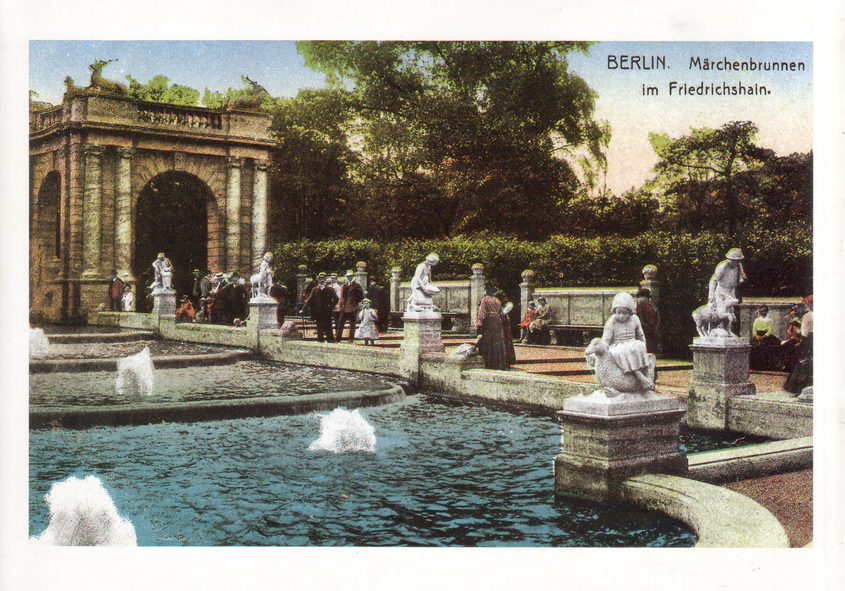
Почтовая открытка, 1913 год
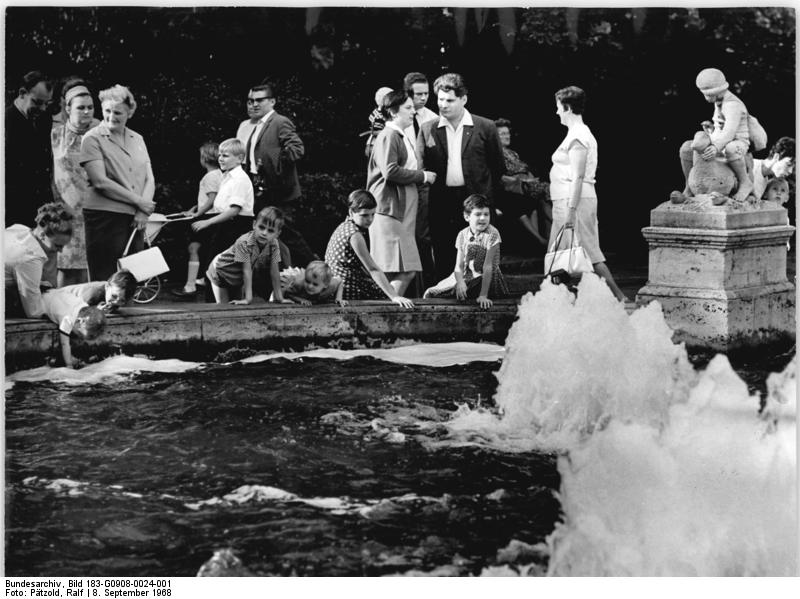
Во времена ГДР, 1968 год

Для украшения фонтана выбирались прежде всего персонажи известных сказок в редакции братьев Гримм — Гензель и Гретель, Кот в сапогах, Золушка, Красная Шапочка, Белоснежка , Спящая красавица, или средневековых легенд, например, Рюбецаль.

Скульптуры Игнатиуса Ташнера. Фотографии 2007—2009 годов
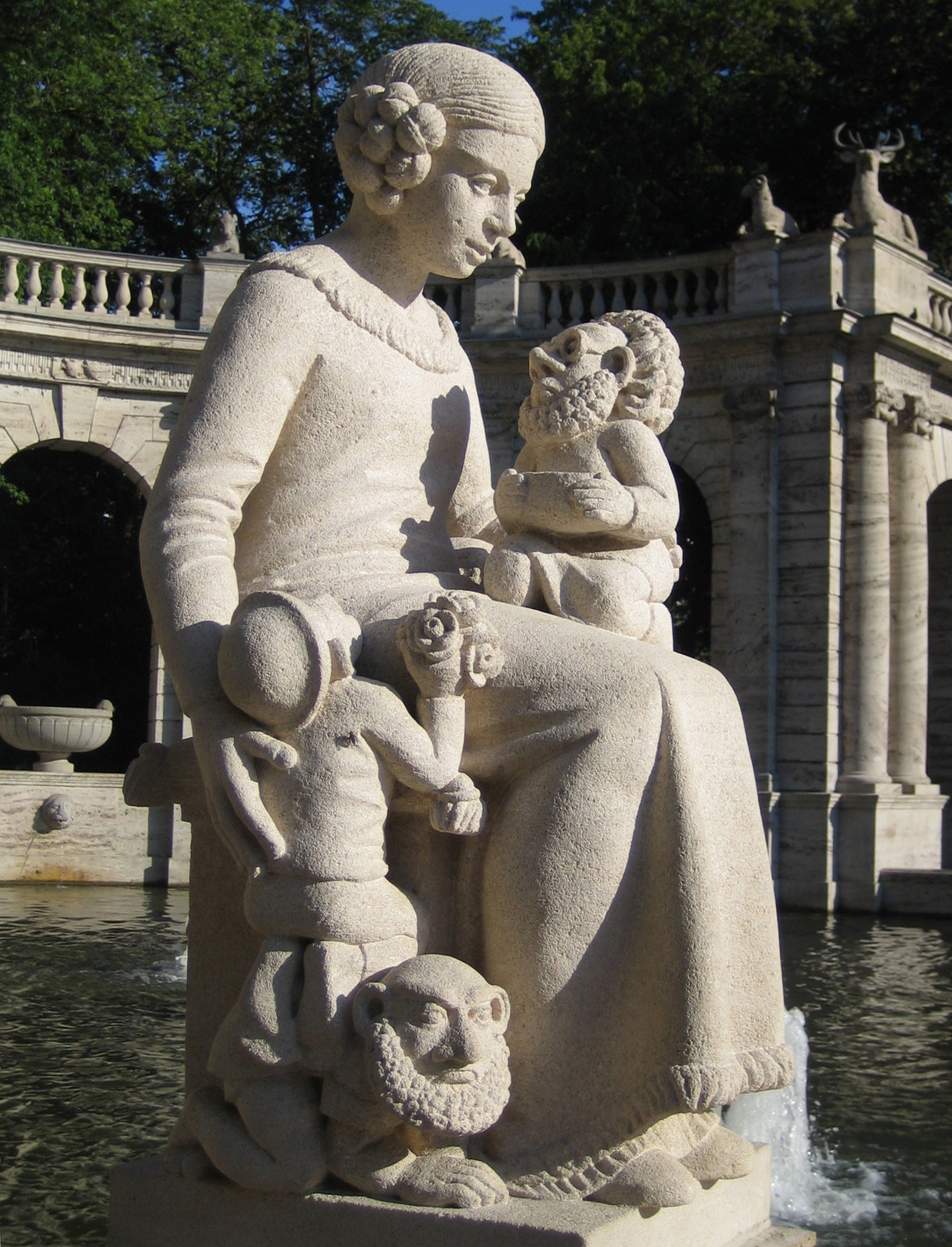
Белоснежка и гномы
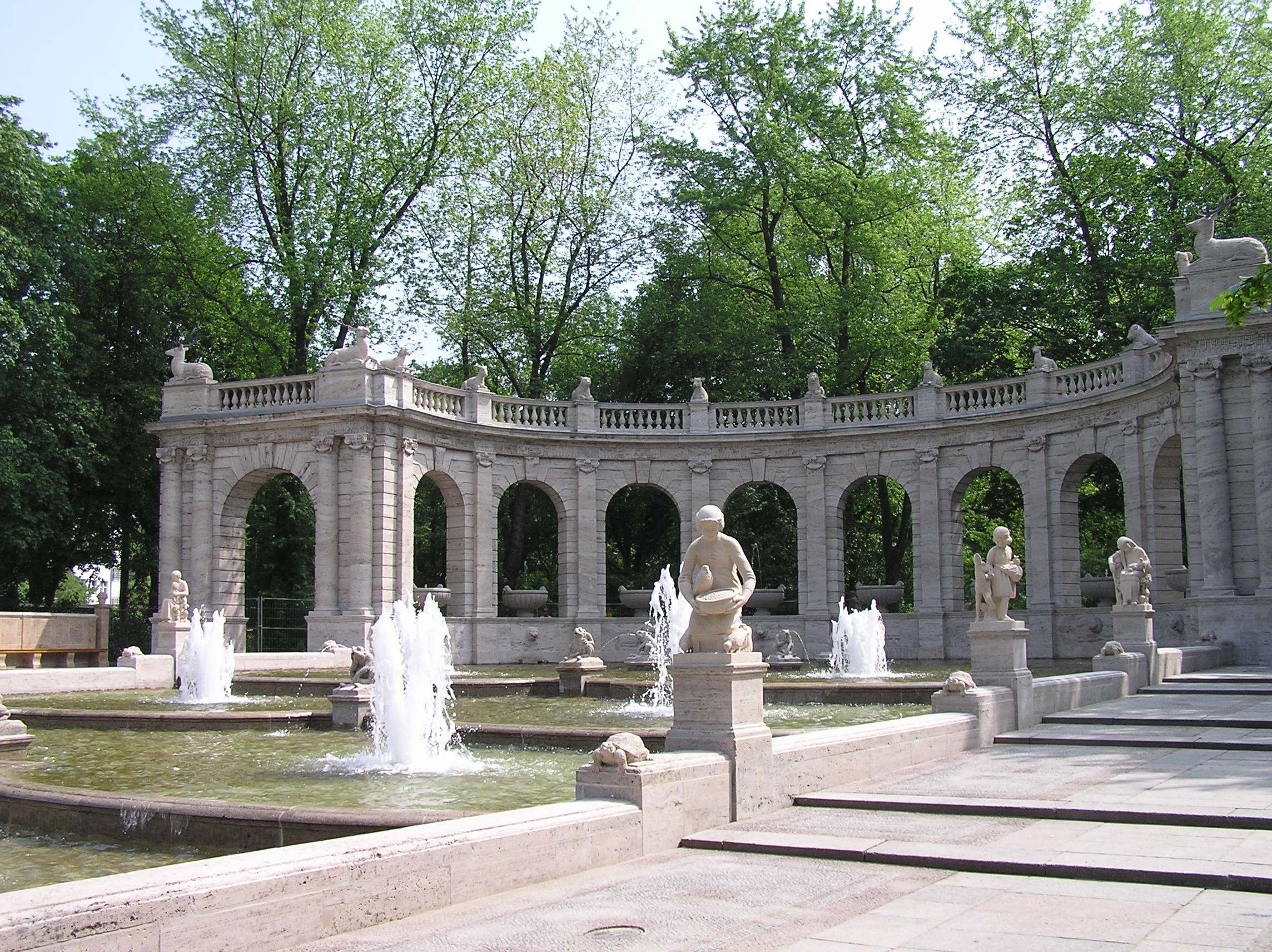
Каскадная композиция
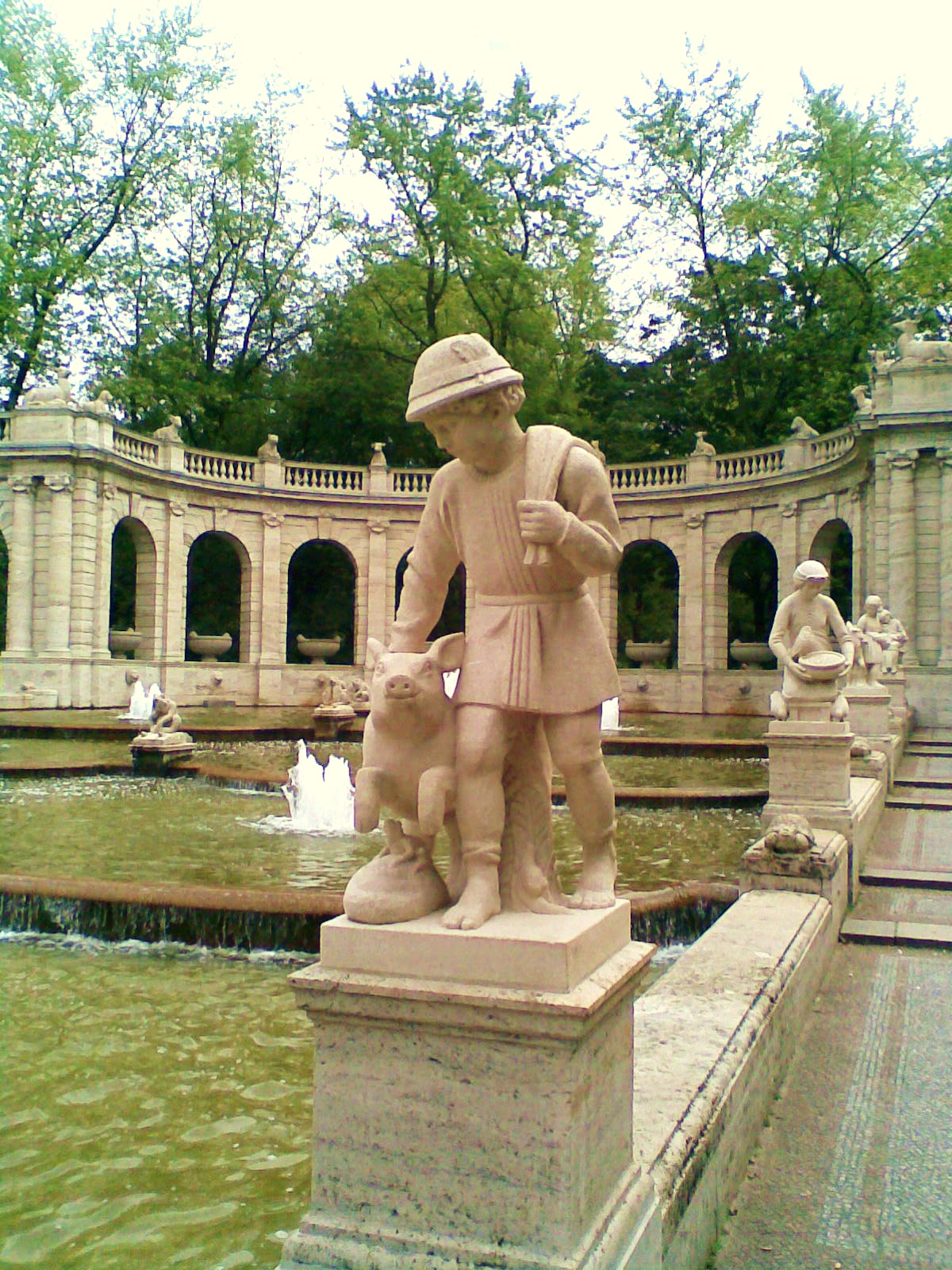
Счастливый Ганс

Игнатиус Ташнер, который и раньше сотрудничал с Хофманом при проектировании берлинских школ, создал десять центральных скульптур, обрамляющих каскадную композицию ансамбля. Интерпретируя сказки, одному из гномов, который лежит возле ног Белоснежки, скульптор придал безошибочно узнаваемые черты лица Адольфа Менцеля — немецкого художника, скончавшегося в 1905 году, когда создавалось оформление фонтана. Современники предположили, что скульптор Игнатиус Ташнер таким образом выразил молчаливый протест против отказа создать мемориал в честь Менцеля, картина которого «Железопрокатный завод» вызвала неудовольствие императора по поводу изображения тяжёлых условий работы в промышленных цехах. Однако такая интерпретация породила и оправданные сомнения, поскольку роль художника в прусской истории ценилась высоко, и глава государства Вильгельм II лично принимал участие в торжественных похоронах Адольфа Менцеля.
14 мраморных скульптурных изображений разной дичи, над которыми работал Йозеф Раух, украшают верхнюю балюстраду аркады.
На небольшом отдалении позади аркады установлен фонтан «Дельфин» (нем. Delphinbrunnen), для которого скульптор Георг Врба создал из песчаника четыре группы с детьми, катающимися на дельфинах. Они расположены по окружности фонтана диаметром 8 метров. Вокруг фонтана «Дельфин» есть свободный обход, окружённый кустами и цветниками со скульптурами мифических персонажей, которые тоже выполнены Георгом Врба.

## Разрушение и восстановление

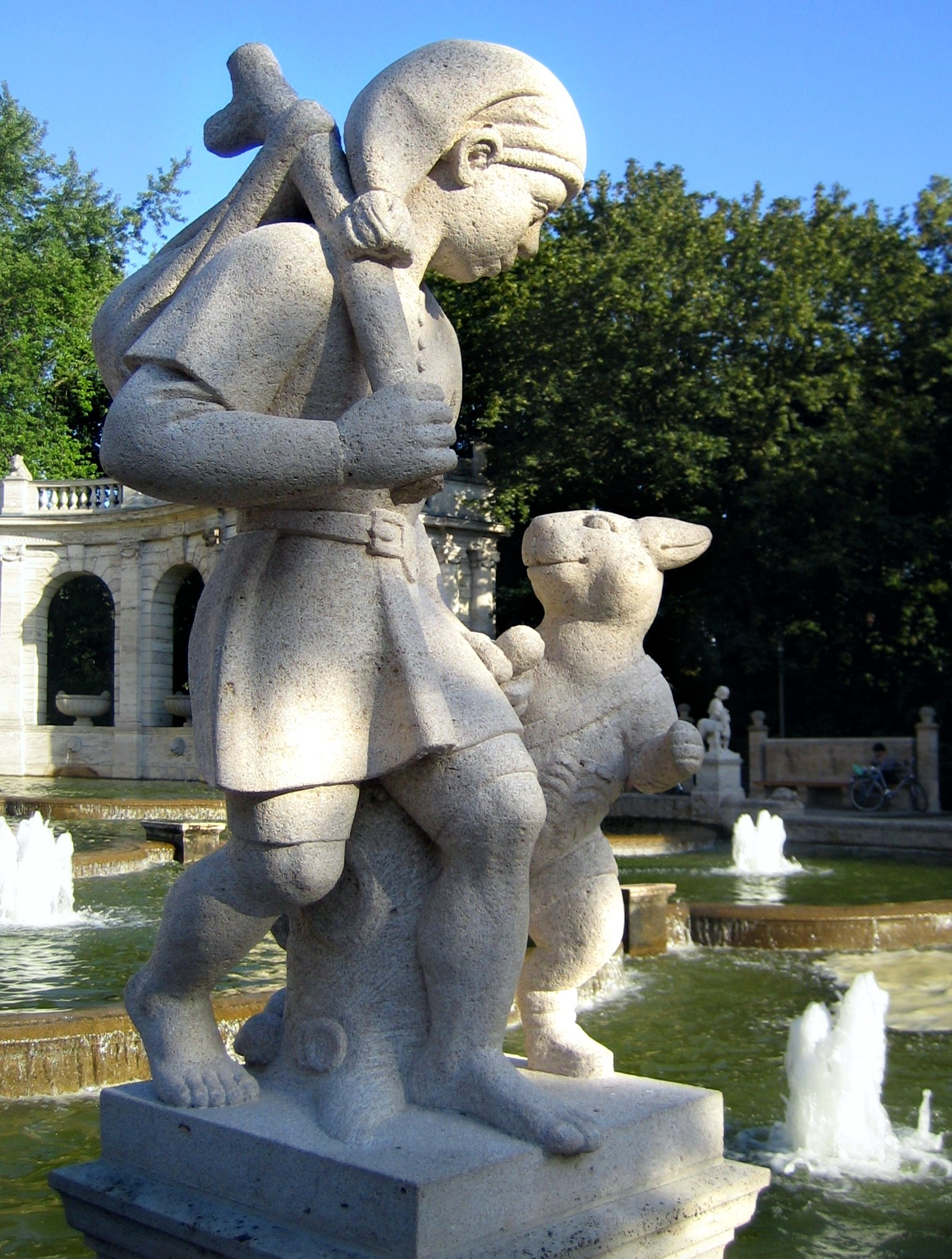
Кот в сапогах
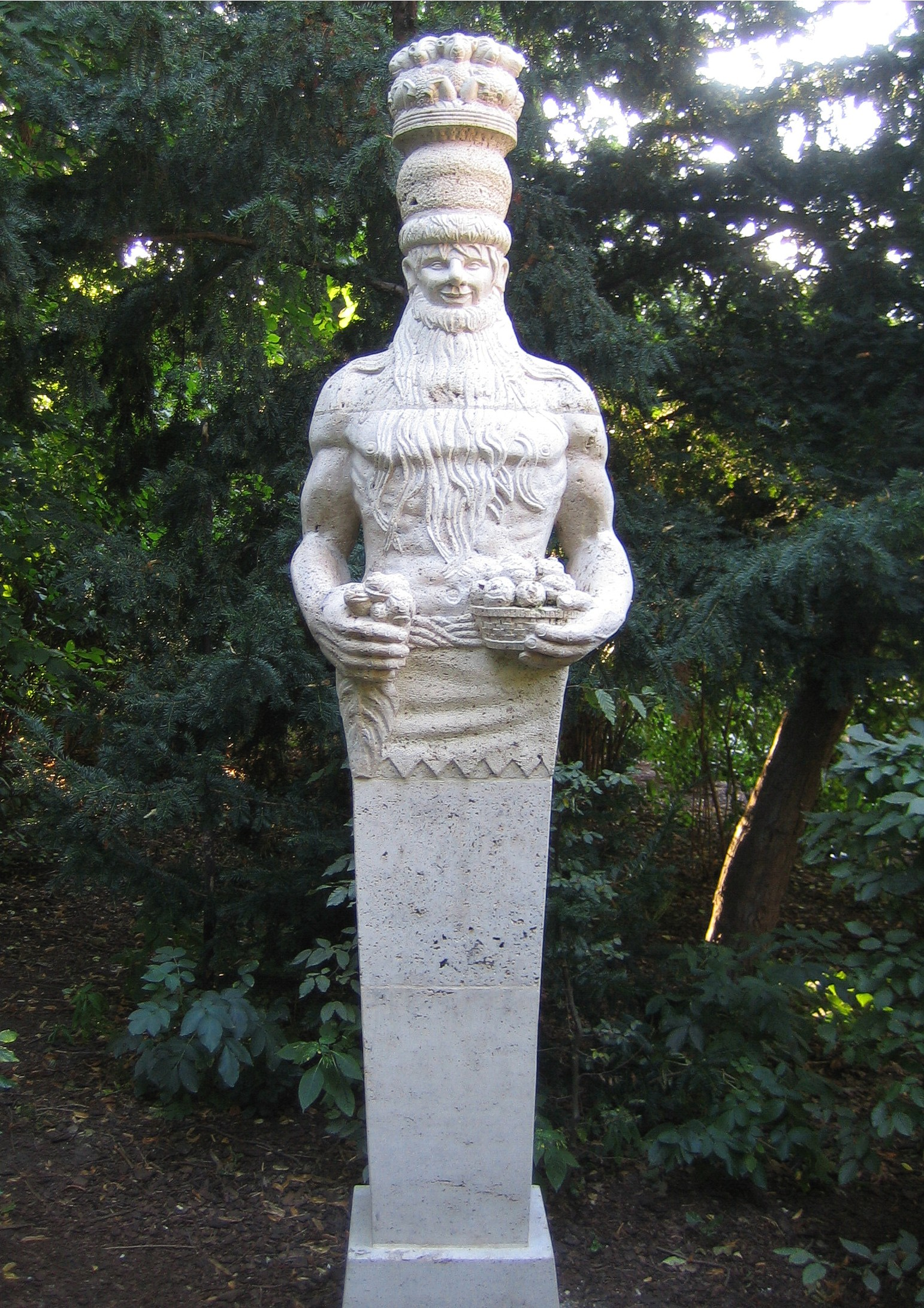
Рюбецаль
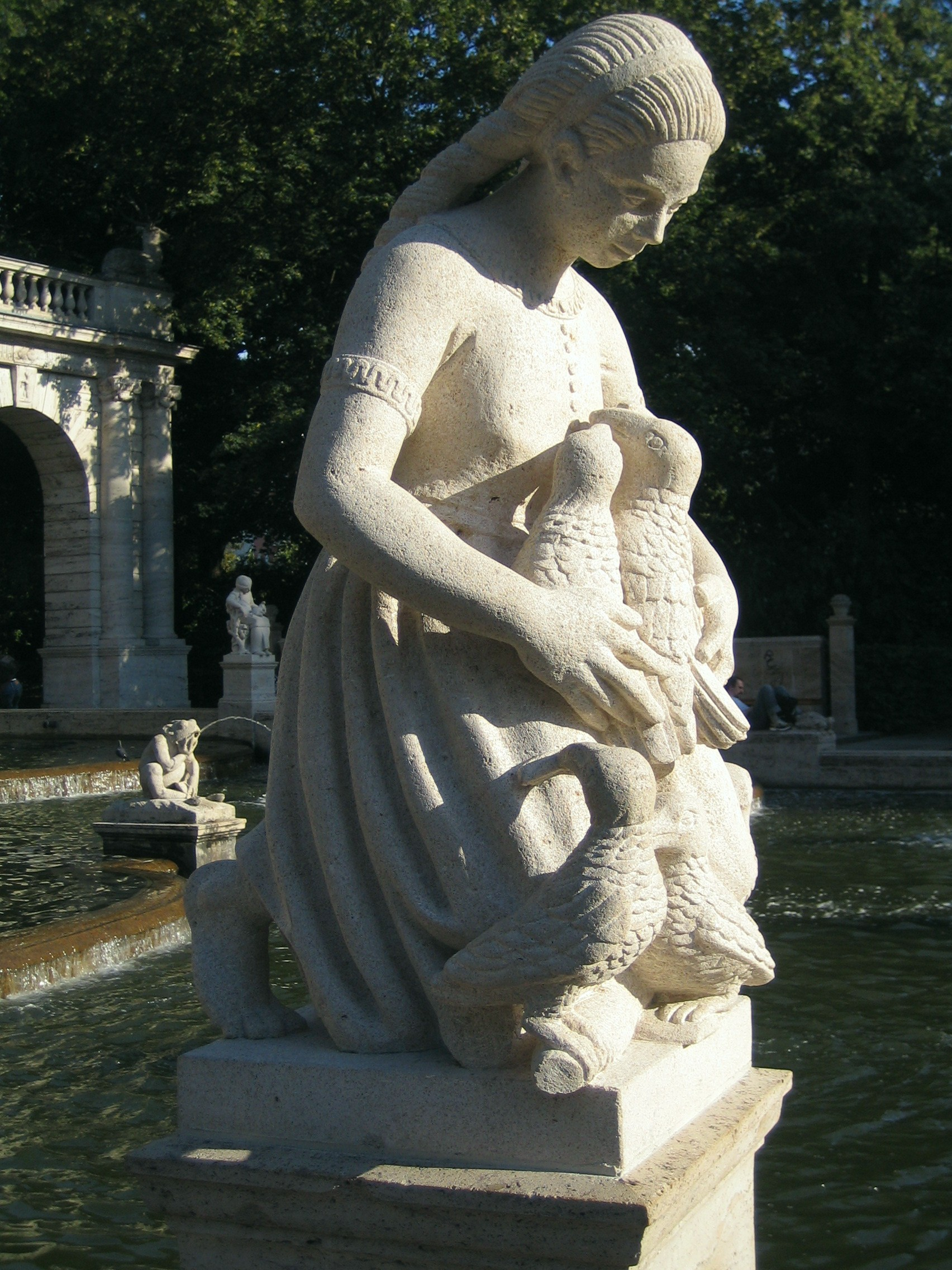
Семь воронов

Во время Второй мировой войны и особенно в ходе боёв за Берлин в 1945 году парк и фонтан сказок были существенно разрушены. После войны многие парковые скульптуры исчезли. Их обнаружили только в 1950 году за высокой стеной одного из садовых участков в районе Фридрихсхайн в сильно повреждённом состоянии. К сожалению, не удалось найти стоявшие раньше среди кустов в боковых проходах скульптуры Георга Врба, изображавшие устрашающих персонажей — госпожу Метелицу, людоеда (нем. Menschenfresser) и дочь гиганта (нем. Riesentochter).

Повреждения архитектуры и скульптур. Фотоархив 1950 года
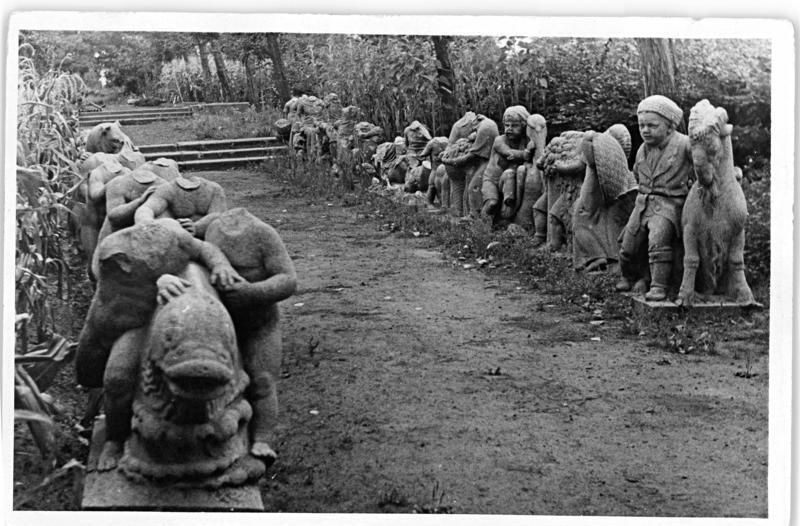
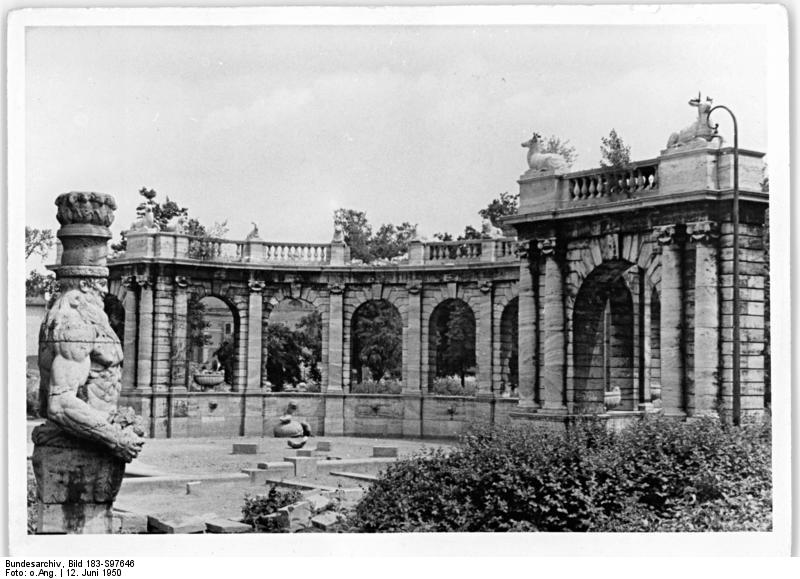
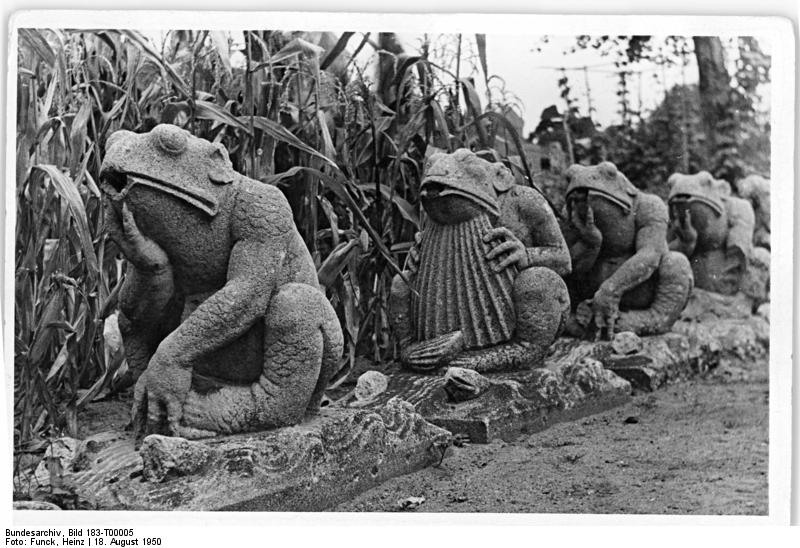

Из-за сильного ущерба, нанесенного войной, власти ГДР проводили трудоёмкие восстановительные работы в несколько этапов: в 1951—1952 гг., в 1972—1973 гг., в 1982—1983 гг., двигаясь от первых грубых копий скульптур к постепенному возвращению первоначального облика всего комплекса.

Послевоенное восстановление ансамбля. Фотоархив 1951—1952 гг.
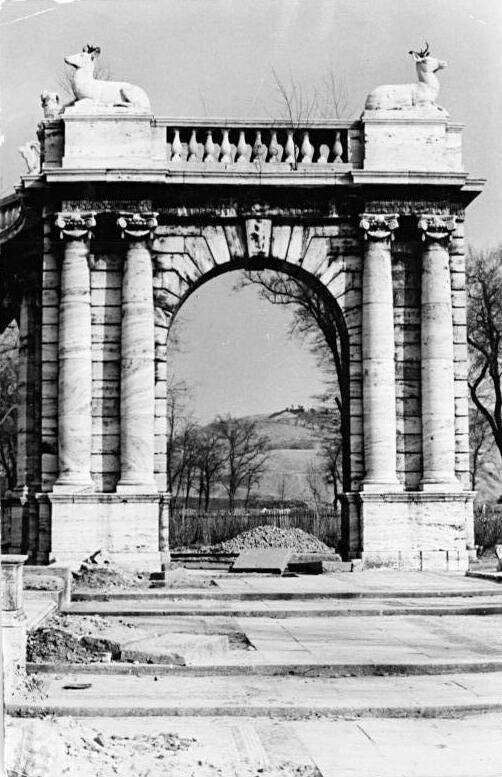
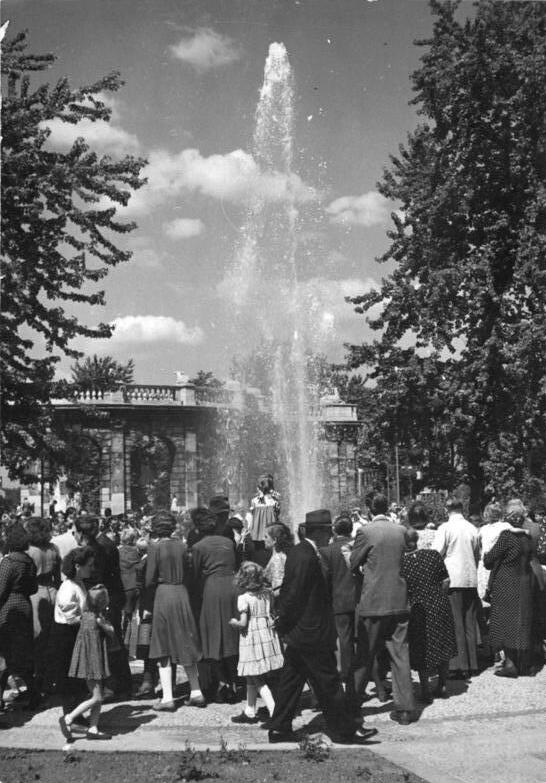
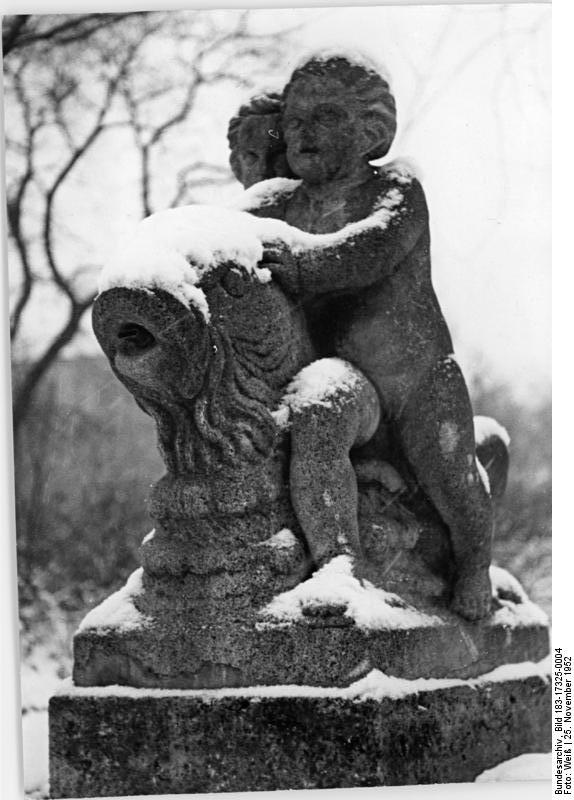

После объединения Германии в 1990-е годы постоянной проблемой стал вандализм в парке. Капитальный ремонт, соответствующий преобразованиям в стране, начался в 2005 году. Расходы в размере около 1,3 млн евро на 90 % были покрыты из бюджета Берлина, федерального правительства и Европейского союза. Остальное взяли на себя спонсоры со стороны частного сектора. Летом 2007 года фонтан сказок вновь открылся после двухгодичной реставрации.

Отреставрированные сказочные персонажи
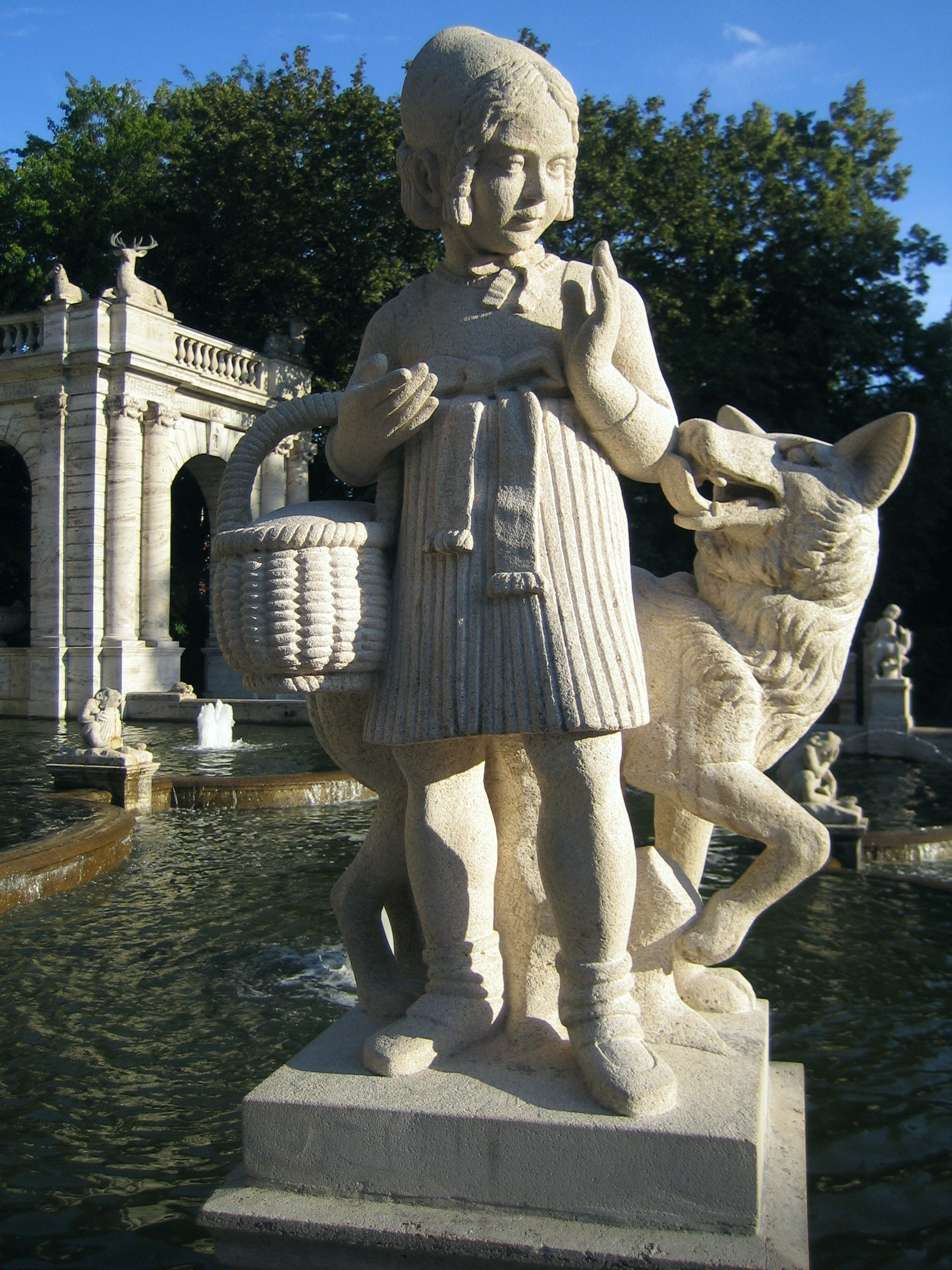
Красная шапочка
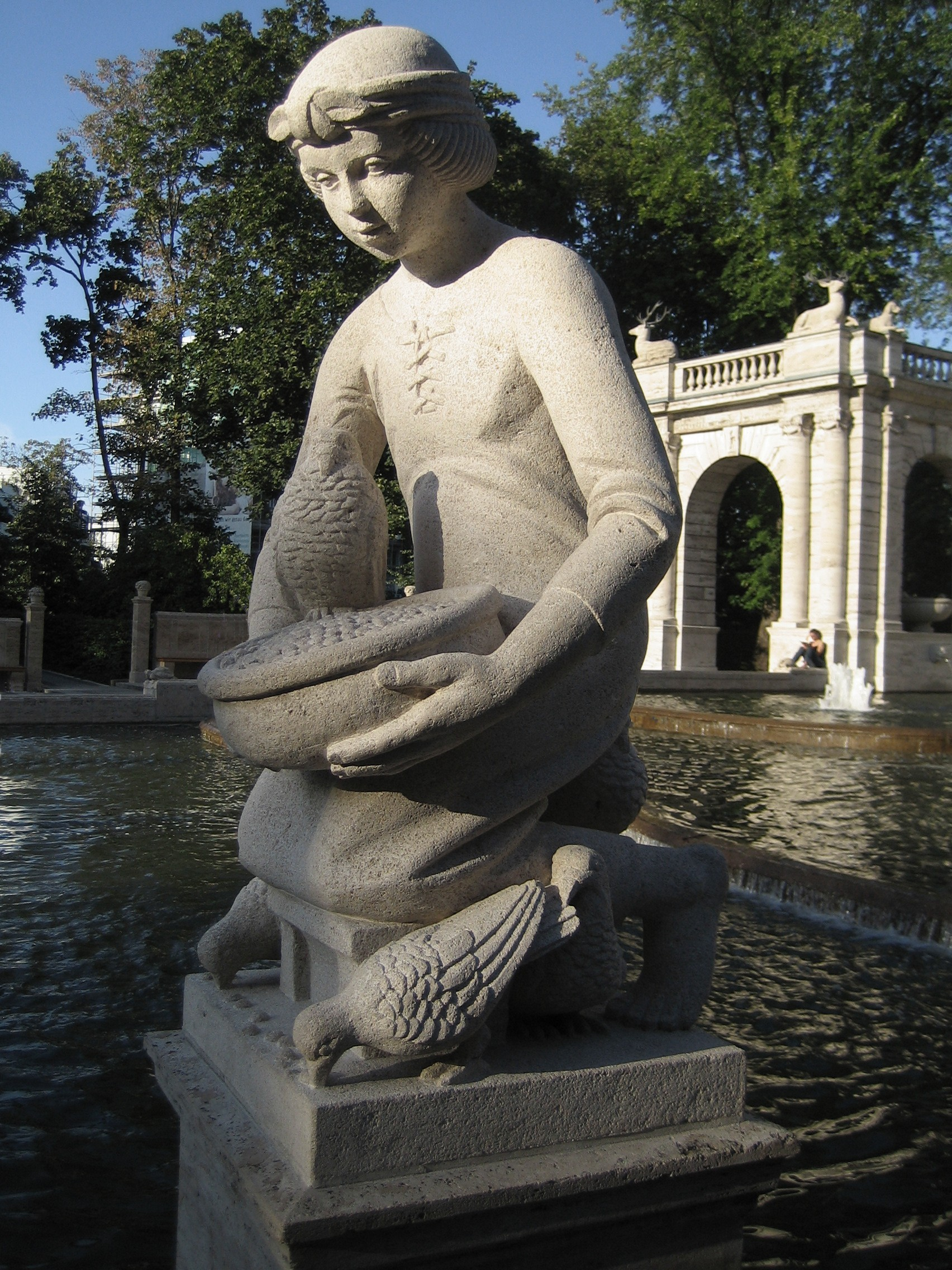
Золушка
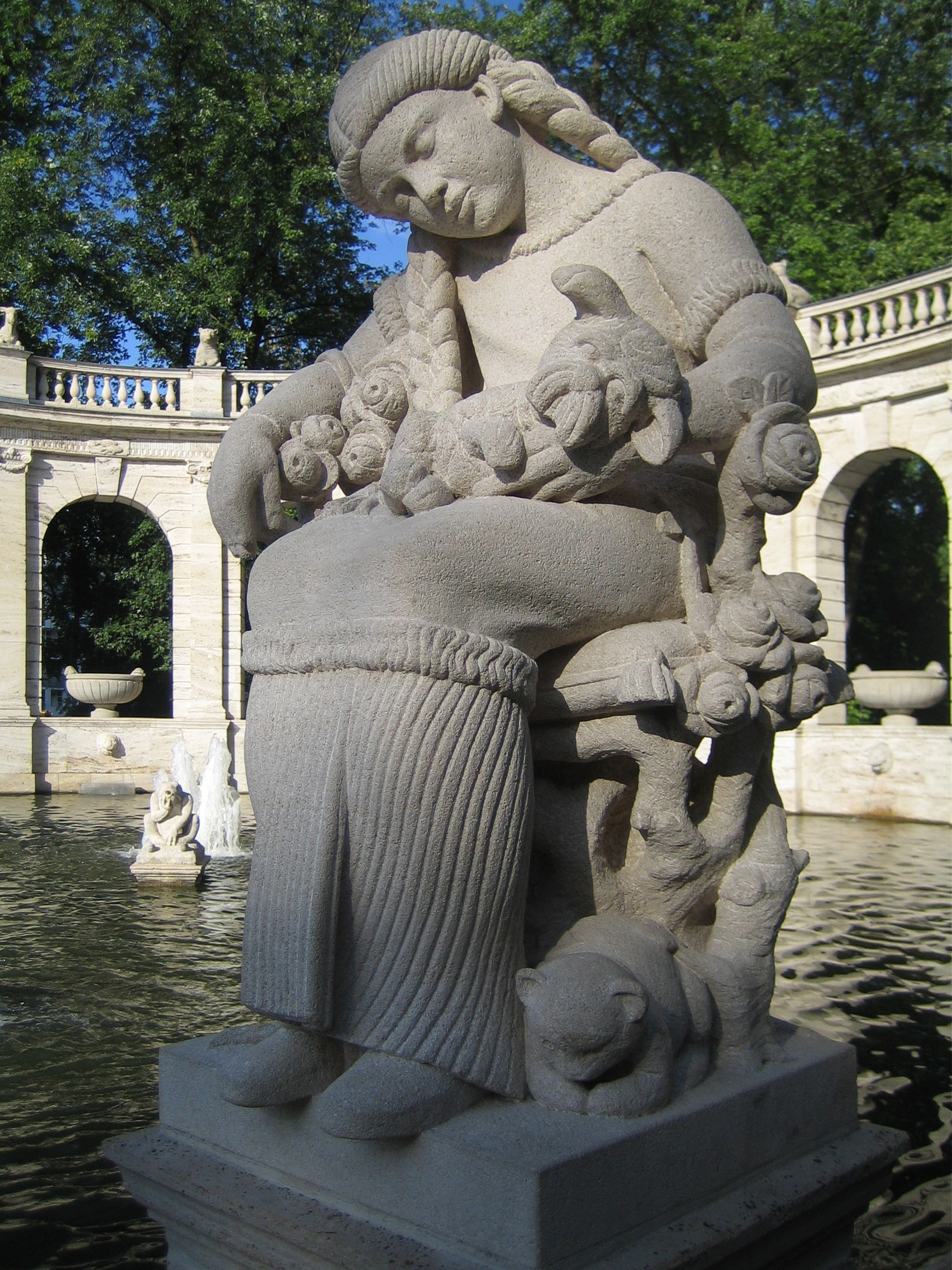
Спящая красавица

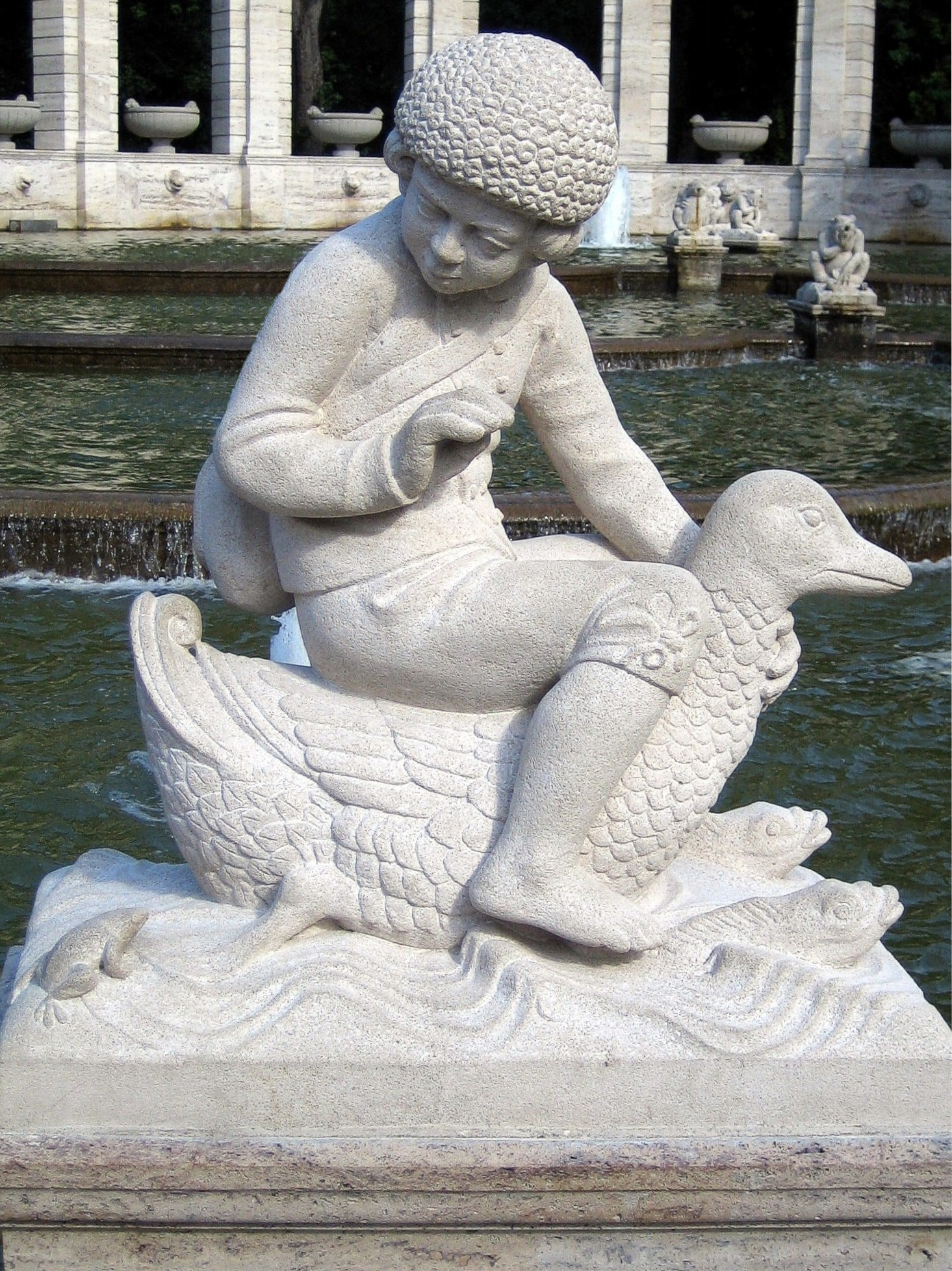
Гензель
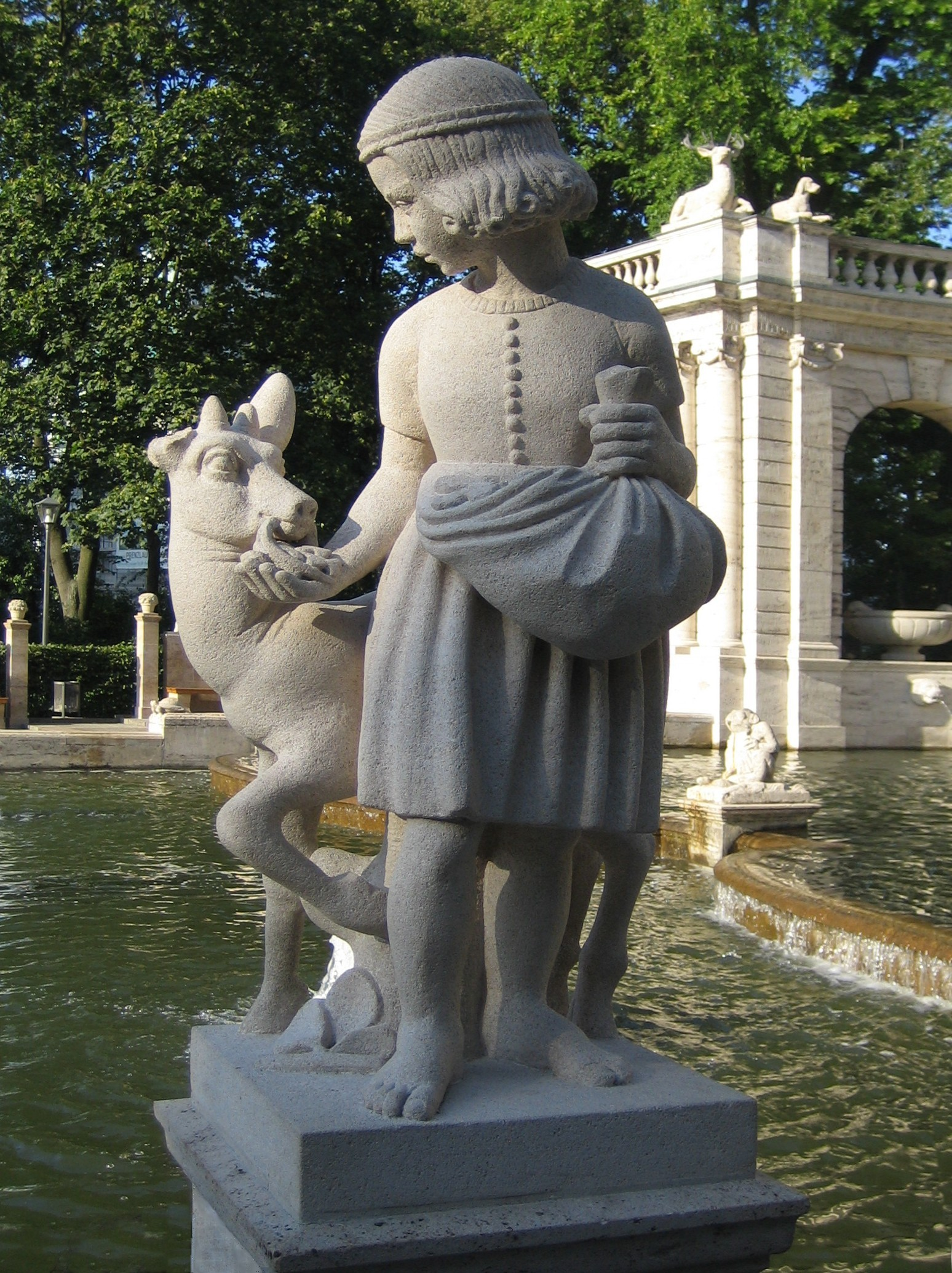
Сестрица и братец
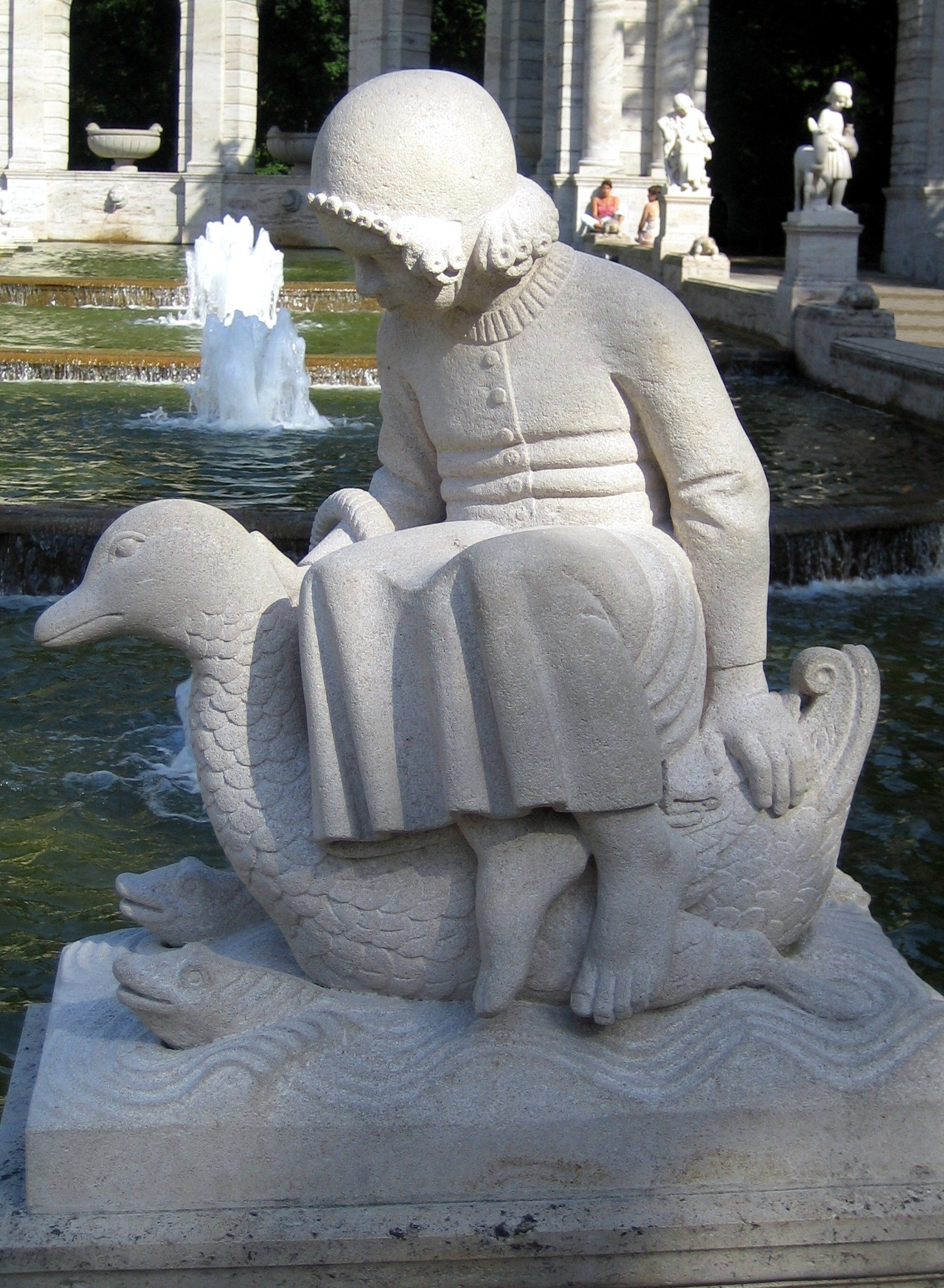
Гретель

- Кот в сапогах
- Рюбецаль
- Семь воронов